# Sassari-Cagliari 1951
La Sassari-Cagliari 1951, terza edizione della corsa e in realtà l'unica della storia che si percorse in senso inverso, si svolse il 25 febbraio 1951 su un percorso di 220 km. La vittoria fu appannaggio dell'italiano Renzo Soldani, che completò il percorso in 6h07'32", precedendo i connazionali Gino Bartali e Giancarlo Astrua.
Sul traguardo di Sassari 29 ciclisti portarono a termine la competizione. 

## Ordine d'arrivo (Top 10)
| Pos. | Corridore          | Squadra         | Tempo    |
| ---- | ------------------ | --------------- | -------- |
| 1    | Renzo Soldani      | Legnano-Pirelli | 6h07'32" |
| 2    | Gino Bartali       | Bartali-Ursus   | s.t.     |
| 3    | Giancarlo Astrua   | Taurea-Cig      | s.t.     |
| 4    | Virgilio Salimbeni | Legnano-Pirelli | a 18"    |
| 5    | Luciano Maggini    | Atala-Pirelli   | a 30"    |
| 6    | Giorgio Albani     | Legnano-Pirelli | s.t.     |
| 7    | Alfredo Martini    | Welter-Ursus    | s.t.     |
| 8    | Dino Rossi         | Ganna-Ursus     | a 1'55"  |
| 9    | Giacomo Zampieri   | Ganna-Ursus     | s.t.     |
| 10   | Guido De Santi     | Colomb-Dunlop   | a 2'08"  |